# Grovbrød
Le grovbrød, littéralement « pain grossier » en norvégien, est un pain consommé en Norvège et contenant au moins 50 % de farine complète ou de son de blé,. Il peut également contenir des graines entières.
Recommandé par les autorités sanitaires norvégiennes, il contient davantage de fibres que le pain blanc.